# Borek (Skłudzewo)
Borek – część wsi Skłudzewo w Polsce położona w województwie kujawsko-pomorskim, w powiecie toruńskim, w gminie Zławieś Wielka.
W latach 1975–1998 miejscowość administracyjnie należała do województwa toruńskiego.
Jest to także nazwa majątku ziemskiego o powierzchni 135 ha.